# Sophie Taylor
Sophie Taylor (née le 2 février 1996 à Sheffield) est une nageuse britannique.

## Carrière
Elle remporte deux médailles aux Jeux du Commonwealth de 2014 pour l'Angleterre dont celle d'or sur le 100 m brasse avec en prime un nouveau record national en 1 minute 6 secondes 35 centièmes.

## Palmarès

### Championnats d'Europe
- Championnats d'Europe 2014 à Berlin (Allemagne) :
  -  Médaille de bronze du relais 4 x 100 m quatre nages

### Jeux du Commonwealth
- Jeux du Commonwealth de 2014 à Glasgow (Écosse) :
  -  Médaille d'or du 100 m brasse
  -  Médaille d'argent du relais 4 x 100 m quatre nages